# Томас Стракоша
Томас Стракоша (алб. Thomas Strakosha, нар. 19 березня 1995, Афіни) — албанський футболіст, воротар англійського «Брентфорда» та національної збірної Албанії.
Володар Кубка Італії. Володар Суперкубка Італії з футболу.

## Клубна кар'єра
Народився 19 березня 1995 року в грецьких Афінах в родині албанського футбольного воротаря Фото Стракоші, який на той момент захищав кольори пірейського «Олімпіакоса». Починав займатися футболом в академії грецького «Паніоніоса», 2012 року продовжив навчання у молодіжній команді римського «Лаціо».
Потрапляти до заявки основної команди «Лаціо» почав 2013 року, проте залишався гравцем глибокого резерву і в офіційних іграх за неї так й не дебютував. Основним голкіпером був Федеріко Маркетті, а згодом клуб придбав ще одного албанського воротаря, значно досвідченішого Етріта Берішу. Тож Стракоша перший досвід ігор за дорослу команду здобув, виступаючи на умовах оренди за «Салернітану» у Серії B, де провів на умовах оренди сезон 2015/16.
Влітку 2016 року повернувся з оренди до «Лаціо» і невдовзі отримав шанс закріпитися в основному складі, оскільки Федеріко Маркетті отримав травму, а Беріша на той момент залишив команду. Молодий албанець сповна скористався наданою можливістю і став основною опцією тренерського штабу на воротарській позиції, протягом наступних шести сезонів взявши участь у понад 200 іграх римського клубу в усіх турнірах.
14 липня 2022 року уклав трирічний контракт з англійським «Брентфордом».

## Виступи за збірні
2012 року дебютував у складі юнацької збірної Албанії, взяв участь у 7 іграх на юнацькому рівні, пропустивши 9 голів.
Протягом 2013–2016 років залучався до складу молодіжної збірної Албанії. На молодіжному рівні зіграв у 17 офіційних матчах, пропустив 24 голи.
2017 року дебютував в офіційних матчах у складі національної збірної Албанії.

## Статистика виступів

### Статистика клубних виступів
Станом на 14 липня 2022 року
| Сезон             | Команда           | Чемпіонат         | Чемпіонат | Чемпіонат | Національний кубок | Національний кубок | Національний кубок | Континентальні кубки | Континентальні кубки | Континентальні кубки | Інші змагання | Інші змагання | Інші змагання | Усього | Усього |
| Сезон             | Команда           | Ліга              | Ігор      | Голів     | Ліга               | Ігор               | Голів              | Ліга                 | Ігор                 | Голів                | Ліга          | Ігор          | Голів         | Ігор   | Голів  |
| ----------------- | ----------------- | ----------------- | --------- | --------- | ------------------ | ------------------ | ------------------ | -------------------- | -------------------- | -------------------- | ------------- | ------------- | ------------- | ------ | ------ |
| 2012–13           | «Лаціо»           | A                 | 0         | -0        | КІ                 | 0                  | -0                 | ЛЄ                   | 0                    | -0                   | -             | -             | -             | 0      | -0     |
| 2013–14           | «Лаціо»           | A                 | 0         | -0        | КІ                 | 0                  | -0                 | ЛЄ                   | 0                    | -0                   | СІ            | 0             | -0            | 0      | -0     |
| 2014–15           | «Лаціо»           | A                 | 0         | -0        | КІ                 | 0                  | -0                 | -                    | -                    | -                    | -             | -             | -             | 0      | -0     |
| 2015–16           | «Салернітана»     | B                 | 11        | -16       | КІ                 | 2                  | -0                 | -                    | -                    | -                    | -             | -             | -             | 13     | -16    |
| 2016–17           | «Лаціо»           | A                 | 21        | -26       | КІ                 | 4                  | -7                 | -                    | -                    | -                    | -             | -             | -             | 25     | -33    |
| 2017–18           | «Лаціо»           | A                 | 38        | -49       | КІ                 | 4                  | -1                 | ЛЄ                   | 10                   | -13                  | СІ            | 1             | -2            | 53     | -65    |
| 2018–19           | «Лаціо»           | A                 | 35        | -39       | КІ                 | 5                  | -2                 | ЛЄ                   | 4                    | -5                   | -             | -             | -             | 44     | -46    |
| 2019–20           | «Лаціо»           | A                 | 38        | -42       | КІ                 | 1                  | -1                 | ЛЄ                   | 4                    | -7                   | СІ            | 1             | -1            | 44     | -51    |
| 2020–21           | «Лаціо»           | A                 | 9         | -14       | КІ                 | 1                  | -1                 | ЛЧ                   | 1                    | -1                   | -             | -             | -             | 11     | -16    |
| 2021–22           | «Лаціо»           | A                 | 23        | -29       | КІ                 | 0                  | 0                  | ЛЄ                   | 8                    | -7                   | -             | -             | -             | 31     | -36    |
| Усього за «Лаціо» | Усього за «Лаціо» | Усього за «Лаціо» | 164       | –9        |                    | 15                 | -12                |                      | 27                   | -33                  |               | 2             | -3            | 208    | -246   |
| Усього за кар'єру | Усього за кар'єру | Усього за кар'єру | 175       | -215      |                    | 17                 | -12                |                      | 27                   | -33                  |               | 2             | -3            | 221    | -262   |

### Статистика виступів за збірну
Станом на 23 лютого 2017 року
| Дата       | Місто      | Господарі  | Результат | Гості                | Турнір                               | Голи | Примітки |
| ---------- | ---------- | ---------- | --------- | -------------------- | ------------------------------------ | ---- | -------- |
| 24-3-2017  | Палермо    | Італія     | 2 – 0     | Албанія              | Відбір до ЧС 2018                    | -2   |          |
| 28-3-2017  | Ельбасан   | Албанія    | 1 – 2     | Боснія і Герцеговина | товариський матч                     | -2   | 46'      |
| 4-6-2017   | Люксембург | Люксембург | 2 – 1     | Албанія              | товариський матч                     | -2   |          |
| 11-6-2017  | Хайфа      | Ізраїль    | 0 – 3     | Албанія              | Відбір до ЧС 2018                    | -    |          |
| 26-3-2018  | Ельбасан   | Албанія    | 0 – 1     | Норвегія             | товариський матч                     | -1   |          |
| 7-9-2018   | Ельбасан   | Албанія    | 1 – 0     | Ізраїль              | Ліга націй УЄФА 2018-2019 - 1-й етап | -    |          |
| 10-9-2018  | Глазго     | Шотландія  | 2 – 0     | Албанія              | Ліга націй УЄФА 2018-2019 - 1-й етап | -2   |          |
| 14-10-2018 | Беер-Шева  | Ізраїль    | 2 – 0     | Албанія              | Ліга націй УЄФА 2018-2019 - 1-й етап | -2   |          |
| 7-9-2019   | Сен-Дені   | Франція    | 4 – 1     | Албанія              | Відбір до ЧЄ 2020                    | -4   |          |
| 10-9-2019  | Ельбасан   | Албанія    | 4 – 2     | Ісландія             | Відбір до ЧЄ 2020                    | -2   |          |
| 11-10-2019 | Стамбул    | Туреччина  | 1 – 0     | Албанія              | Відбір до ЧЄ 2020                    | -1   |          |
| 14-10-2019 | Кишинів    | Молдова    | 0 – 4     | Албанія              | Відбір до ЧЄ 2020                    | -    |          |
| 4-9-2020   | Мінськ     | Білорусь   | 0 – 2     | Албанія              | Ліга націй УЄФА 2020-2021 - 1-й етап | -    |          |
| 7-9-2020   | Тирана     | Албанія    | 0 – 1     | Литва                | Ліга націй УЄФА 2020-2021 - 1-й етап | -1   |          |
| 31-3-2021  | Серравалле | Сан-Марино | 0 – 2     | Албанія              | Відбір до ЧС 2022                    | -    |          |
| 8-9-2021   | Ельбасан   | Албанія    | 5 – 0     | Сан-Марино           | Відбір до ЧС 2022                    | -    |          |
| 12-11-2021 | Лондон     | Англія     | 5 – 0     | Албанія              | Відбір до ЧС 2022                    | -5   |          |
| 15-11-2021 | Тирана     | Албанія    | 1 – 0     | Андорра              | Відбір до ЧС 2022                    | -    |          |
| 29-3-2022  | Тирана     | Албанія    | 0 – 0     | Грузія               | товариський матч                     | -    |          |
| Усього     |            | Матчів     | 19        |                      | Голів                                | -24  |          |

| Дата       | Місто                     | Господарі  | Результат | Гості                | Турнір                             | Голи | Примітки |
| ---------- | ------------------------- | ---------- | --------- | -------------------- | ---------------------------------- | ---- | -------- |
| 14-8-2013  | Вльора                    | Албанія    | 0 – 1     | Австрія              | Кваліфікація молодіжного Євро-2015 | -1   |          |
| 9-9-2013   | Жирона                    | Іспанія    | 4 – 0     | Албанія              | Кваліфікація молодіжного Євро-2015 | -4   |          |
| 15-10-2013 | Ельбасан                  | Албанія    | 0 – 1     | Боснія і Герцеговина | Кваліфікація молодіжного Євро-2015 | -1   |          |
| 5-3-2014   | Грац                      | Австрія    | 1 – 3     | Албанія              | Кваліфікація молодіжного Євро-2015 | -1   |          |
| 8-10-2014  | Бузеу                     | Румунія    | 3 – 1     | Албанія              | Товариський матч                   | -1   | 46'      |
| 14-11-2014 | Дубай                     | Албанія    | 3 – 2     | Бахрейн              | Турнір Дубай                       | -2   |          |
| 16-11-2014 | Дубай                     | Узбекистан | 1 – 0     | Албанія              | Турнір Дубай                       | -1   |          |
| 18-11-2014 | Дубай                     | ОАЕ        | 1 – 0     | Албанія              | Турнір Дубай                       | -1   |          |
| 16-6-2015  | Соллентуна                | Швеція     | 4 – 1     | Албанія              | Товариський матч                   | -2   | 55'      |
| 3-9-2015   | Тирана                    | Албанія    | 1 – 1     | Ізраїль              | Кваліфікація молодіжного Євро-2017 | -1   |          |
| 13-10-2015 | Фелчут                    | Угорщина   | 2 – 2     | Албанія              | Кваліфікація молодіжного Євро-2017 | -2   |          |
| 12-11-2015 | Арока                     | Португалія | 4 – 0     | Албанія              | Кваліфікація молодіжного Євро-2017 | -4   |          |
| 16-11-2015 | Ельбасан                  | Албанія    | 2 – 0     | Ліхтенштейн          | Кваліфікація молодіжного Євро-2017 | -    |          |
| 24-3-2016  | Ельбасан                  | Албанія    | 0 – 0     | Греція               | Кваліфікація молодіжного Євро-2017 | -    |          |
| 28-3-2016  | Ельбасан                  | Албанія    | 2 – 1     | Угорщина             | Кваліфікація молодіжного Євро-2017 | -1   |          |
| 10-8-2016  | Сан-Бенедетто-дель-Тронто | Італія     | 0 – 0     | Албанія              | Товариський матч                   | -    | кап.     |
| 2-9-2016   | Афіни                     | Греція     | 2 – 1     | Албанія              | Кваліфікація молодіжного Євро-2017 | -2   | кап.     |
| Усього     |                           | Матчів     | 17        |                      | Голів                              | -24  |          |

## Титули і досягнення
- Володар Кубка Італії (2):

«Лаціо»: 2012-13, 2018-19
- Володар Суперкубка Італії з футболу (2):

«Лаціо»: 2017, 2019